# گاخنباخ
گاخنباخ (به آلمانی: Gachenbach) یک شهر در آلمان است که در بایرن واقع شده‌است.

## خصوصیات
گاخنباخ ۳۰٫۲۴ کیلومترمربع مساحت دارد ۴۵۲ متر بالاتر از سطح دریا واقع شده‌است.